# × Brilliandeara
× Brilliandeara es un notogénero de orquídeas híbridas proveniente del cruce entre Aspasia, Brassia, Cochlioda, Miltonia, Odontoglossum, Oncidium. Este híbrido entre especies de 6 géneros fue registrado por W.W.G. Moir en 1982. No es solamente el primer híbrido sexagenérico (es decir, entre 6 géneros) dentro de la familia de las Orquídeas, sino también el primero de su tipo entre todas las plantas y animales.  Los padres de × Brilliandeara son Forgetara "Mexico" × Burrageara "Sambu River" y el cruzamiento fue realizado en 1976. Forgetara, a su vez, proviene del cruzamiento entre Brapasia " Serene" con Miltonia "Fortaleza"; y Brapasia es el resultado de la hibridación entre Aspasia × Brassia. Por su lado, Burrageara "Sambu River" es la combinación de dos híbridos bigenéricos que incluyen a las especies Cochlioda, Miltonia, Odontoglossum  y Oncidium. Todas estas especies provienen de hábitats a baja elevación y presentan 60 cromosomas. Además, todas pertenecen a la subfamilia de las Epidendroideas.